# 天使之卵
《天使之卵》是日本小說家村山由佳的戀愛小説。1993年獲第6屆小說昴新人獎。小說銷售量突破百萬。2006年被攝製成電影，故事以步太的視線描繪。

## 故事概要
以美大為志願的補習生一本槍步太，苦惱著自己前進的道路。一個初春之日，步太在電車上遇到了女性五堂春妃並一見傾心。此後，在父親住院的醫院與春妃再次相見，知道她是父親的精神科的主治醫生。
身為斉藤夏姫的戀人，卻被比自己年長8歲的春妃吸引的步太，即使知道春妃是夏姬的親姐姐，對春妃的感情還是遞增…

## 登場人物
一本槍步太
19歳。以美大為志願的補習生。與春妃相遇后，逐漸被吸引。擅長料理。
五堂春妃
27歳。精神科的醫生、步太的父親的主治醫生。已婚，丈夫已經逝世。
齊藤夏姫
19歳。大学生。步太的戀人、春妃的妹妹。
步太的父親
精神病患者、春妃所在醫院入院。
步太的母親
代替丈夫支撐生活，經營著酒館。
涉澤
步太的母親店里常客。步太母親的戀人。
長谷川
春妃的同事。對春妃有好感，屢次接近著。

## 電影

### 演員
- 一本槍步太 - 市原隼人
- 五堂春妃 - 小西真奈美
- 齊藤夏姫 - 澤尻英龍華
- 一本槍幸恵 - 戶田恵子
- 一本槍直規 - 北村想
- 長谷川 - 鈴木一真
- 涉澤 - 三浦友和

### 制作人員
- 導演 - 富樫森
- 編劇 - 今井雅子
- 音楽 - 大友良美
- 撮影 - 中澤正行
- 編集 - 川島章正

### 主題歌
- 「君がいるから」 - SunSet Swish

## 外部連結
- 電影中文官方網站 （页面存档备份，存于）